# Sean Hoare
Sean Hoare (* 1963 oder 1964; † 18. Juli 2011 in Watford, Hertfordshire) war ein britischer Journalist.

## Leben
Sean Hoare, der sein Geburtsjahr nicht öffentlich bekanntgeben wollte, arbeitete als Reporter für die Boulevardzeitungen The Sun (von 1998 bis 2003) und News of the World. Von 2001 bis 2004 und 2006 gehörte Hoare zu den Preisträgern des Shafta Award, eines Negativpreises für unseriöse Berichterstattung, unter anderem wegen seiner Berichte zum Kauf einer Insel vor Essex durch David Beckham und Victoria Beckham. Während seiner Tätigkeit wurde er, nach eigenen Angaben durch seinen Lebensstil als Klatschreporter, drogen- und alkoholabhängig. 2005 wurde er wegen dieser Problematik durch den Chefredakteur Andy Coulson entlassen.
Hoare gilt als der Whistleblower im News-International-Skandal in Verbindung mit der Zeitung News of the World. Nach Angabe von Hoare war, angeordnet von seinen Vorgesetzten, unter anderem das Abhören von Telefonen und Mailboxen, einschließlich des Lokalisierens von Personen über die Signale ihrer Mobiltelefone, ein alltäglicher Teil seiner Tätigkeit bei dieser Boulevardzeitung. Für andere Mitarbeiter habe das Gleiche gegolten.
Sean Hoare wurde am 18. Juli 2011 tot in seiner Wohnung aufgefunden. Die Todesursache war ein natürlicher Tod. Nach Auskunft der Polizei gab es keine Beweise für ein Fremdverschulden.